# Серковский сельсовет
Серковский сельсове́т — административно-территориальная единица в Туруханском районе Красноярского края Российской Федерации, существовавшая до 2005 года.

## История
Серковский сельсовет существовал до 2005 года.
До 1966 года назывался Усть-Курейским сельсоветом.
28 января 2005 года Законом № 13-2925 Мадуйский сельсовет был упразднён и его населённый пункт передан в межселенную территорию.

## Состав сельсовета
В состав сельсовета входил 1 населённый пункт:
| № | Населённый пункт | Тип населённого пункта | Население |
| - | ---------------- | ---------------------- | --------- |
| 1 | Мадуйка          | посёлок                | 45        |

До 2002 года Мадуйка являлась селом.
В советское время в состав сельсовета входили также населённые пункты Серково (деревня) и Усть-Мадуйка. Серково было упразднено в 1988 году, статус на момент упразднения: село.